# Kalaczakra
Koło Czasu (sanskr. कालचक्र kālacakra; tyb.: དུས་ཀྱི་འཁོར་ལོ།, Wylie: dus kyi 'khor lo) – medytacyjny aspekt buddy (tyb. jidam) należący do cyklu nauk tradycji Wadżrajana i tantr klasy Maha-Anuttara-Yoga.

## Buddyzm
Jest to niezwykła praktyka umożliwiająca osiągnięcie oświecenia poprzez odpowiednie praktyki tantryczne, która pochodzi z końcowego okresu rozwoju nauk wadżrajany i według tradycji pierwotnie przekazana została przez Buddę królowi krainy Śambhala. Kalaczakra posiada niezwykle rozbudowaną teorię na temat świata i kosmosu, astrologii, medycyny oraz unikalne tylko dla niej tantryczne metody medytacyjne (Tantry Jogi Najwyższej). Uważana jest za najbardziej zaawansowaną tantrę w buddyzmie, charakteryzującą się bardzo rozbudowanymi rytuałami oraz pięknymi formami artystycznymi, np. wielobarwnymi malowidłami lub wielopiętrową konstrukcją mandali. Kalaczakra znana jest na Zachodzie m.in. ze względu na częste inicjacje udzielane w formie błogosławieństwa, które przeprowadzane są przez wielu mistrzów buddyzmu tybetańskiego, m.in.: J.Ś. XIV Dalajlamę, Kalu Rinpocze, Lopona Tseczu Rinpocze, Czcigodnego Tengę Rinpocze, J.E. II Beru Czientse Rinpocze.

## Hinduizm
Kalaćakra, czyli koło czasu, osadzone jest na kole powozu Surji, boga słońca. Koło to jest zwane Samwatsarą. Siedem koni ciągnących powóz słońca znanych jest pod imionami: Gajatri, Brhati, Usnik, Dźagati, Tristup, Anustup i Pankti. Zaprzężone są one przez półboga Arunadewę do jarzma szerokiego na 900 tys. jodźanów. W ten sposób powóz unosi Aditjadewę, boga słońca.
Przed bogiem słońca zawsze stoi i ofiarowuje mu modlitwy 60 tys. mędrców zwanych Walikhiljowie. Jest też tam 14 gandharwów, apsar i innych półbogów, którzy podzieleni są na 7 grup i którzy każdego miesiąca wielbią Duszę Najwyższą – Paramatmę – przez boga słońca, odpowiednio do różnych imion.
Bóg słońca podróżuje poprzez wszechświat przemierzając odległość 95 100 000 jodźanów (760 800 000 mil) z prędkością 16 004 mil w jednej chwili.